# Everyday (album Girl’s Day)
Everyday – pierwszy minialbum grupy Girl’s Day, wydany 6 lipca 2011 roku.

## Informacje o albumie
Minialbum był promowany piosenką „Hug Me Once”, został nagrany w pięcioosobowym składzie: Sojin, Minah, Yura, Hyeri i Jihae. Piosenka „Nothing Lasts Forever” została później dołączona do singla Girl's Day Party #2 ze zmienioną nazwą angielską na „Nothing Lasts Up”.

## Lista utworów
| CD | CD                                                                                 | CD                                         | CD                           | CD      |
| Nr | Tytuł utworu                                                                       | Tekst                                      | Muzyka                       | Długość |
| -- | ---------------------------------------------------------------------------------- | ------------------------------------------ | ---------------------------- | ------- |
| 1. | „Young Love” (kor. 영 러브)                                                        | Jeon Hae-sung                              | Jeon Hae-sung                | 3:24    |
| 2. | „Hanbeonman Anajwo” (kor. 한번만 안아줘, ang. Hug Me Once)                         | Kang Jeon-myung, Nam Ki-sang               | Nam Ki-sang                  | 3:13    |
| 3. | „Banjjakbanjjak” (kor. 반짝반짝, ang. Twinkle Twinkle)                             | Nam Ki-sang, Park Keon-ho, Jang Jeon-myung | Nam Ki-sang                  | 3:03    |
| 4. | „Jalhaejwobwaya (Nothing Lasts Forever)” (kor. 잘해줘봐야 (Nothing Lasts Forever)) | Kim Ji-hyang, Annet Artani                 | C-2, Ryan Jhun, Annet Artani | 3:25    |
| 5. | „Hanbeonman Anajwo” (kor. 한번만 안아줘, ang. Hug Me Once) (Instr.)                |                                            | Nam Ki-sang                  | 3:14    |